# كيث الكسندر (مهندس)
كيث الكسندر (بالإنجليزية: Keith Alexander)‏ هو مهندس أمريكي، ولد في 3 يناير 1963.

## وصلات خارجية
- كيث الكسندر على موقع Racing-Reference.info (الإنجليزية)